# Trần Thị Ánh Tuyết
Trần Thị Ánh Tuyết es una deportista vietnamita que compite en taekwondo. Ganó una medalla de plata en el Campeonato Asiático de Taekwondo de 2021 en la categoría de –57 kg.

## Palmarés internacional
| Campeonato Asiático | Campeonato Asiático | Campeonato Asiático | Campeonato Asiático |
| Año                 | Lugar               | Medalla             | Categoría           |
| ------------------- | ------------------- | ------------------- | ------------------- |
| 2021                | Beirut (Líbano)     | Medalla de plata    | –57 kg              |